# Gordon J. Humphrey
Gordon J. Humphrey (Bristol, 1940. október 9. –) az Amerikai Egyesült Államok szenátora (New Hampshire, 1979–1990).